# Human Tetris (band)
Human Tetris is een Russische postpunkband afkomstig uit Moskou. De band werd geformeerd in 2008 waarna ze een jaar later zelfstandig haar zelf-getitelde debuut-ep uitbracht. De naam van de band is afgeleid van de gelijknamige Japanse televisieshow. Nadat ze in 2012 hun debuutalbum Happy Way In The Maze Of Rebirth uitgebracht hadden besloten ze tijdelijk uit elkaar te gaan.
In 2016 kondigde de band aan in aangepaste formatie weer herenigd te zijn en twee jaar later bracht de band haar tweede album uit. Op 2 mei 2018, trad de band naast Super Besse ter promotie van het nieuwe album op in Paradiso te Amsterdam.

## Bezetting
Huidige formatie
- Arvid Kriger: zang, gitaar
- Maxim Zaytsev: bas
- Tonia Minaeva: zang, keyboard
- Ramil Mubinov r: drums

Voormalige leden
- Maxim Keller: leidende gitaar
- Sasha Kondyr: drums

## Discografie
Studioalbums
- 2012: Happy Way In The Maze Of Rebirth
- 2018: Memorabilia
- 2023: Two Rooms

Ep's
- 2009: Human Tetris
- 2010: Soldiers
- 2016: River Pt. 1